# Cene
Cene (lombardul: Scé) település Olaszországban, Lombardia régióban, Bergamo megyében. Lakosainak száma 4059 fő (2023. január 1.). Cene Casnigo, Albino, Cazzano Sant’Andrea, Bianzano, Fiorano al Serio, Gaverina Terme, Gazzaniga és Leffe községekkel határos.

## Népesség
A település lakossága az elmúlt években az alábbi módon változott:
| Lakosok száma | 4268 | 4267 | 4059 |
|               | 2017 | 2018 | 2023 |